# Distretto di Plessur
Il distretto di Plessur è stato un distretto del Canton Grigioni, in Svizzera, fino alla sua soppressione avvenuta il 31 dicembre 2015. Dal 1º gennaio 2016 nel cantone le funzioni dei distretti e quelle dei circoli, entrambi soppressi, sono stati assunti dalle nuove regioni; il territorio dell'ex distretto di Plessur coincide con quello della nuova regione Plessur.
Il distretto confinava con i distretti di Landquart a nord, di Prettigovia/Davos a nord ed a est, di Albula a sud, di Hinterrhein e di Imboden a ovest. Il capoluogo era Coira. Il distretto di Plessur era l'ottavo distretto per superficie ed il primo per popolazione del Canton Grigioni.

## Geografia antropica

### Suddivisioni amministrative

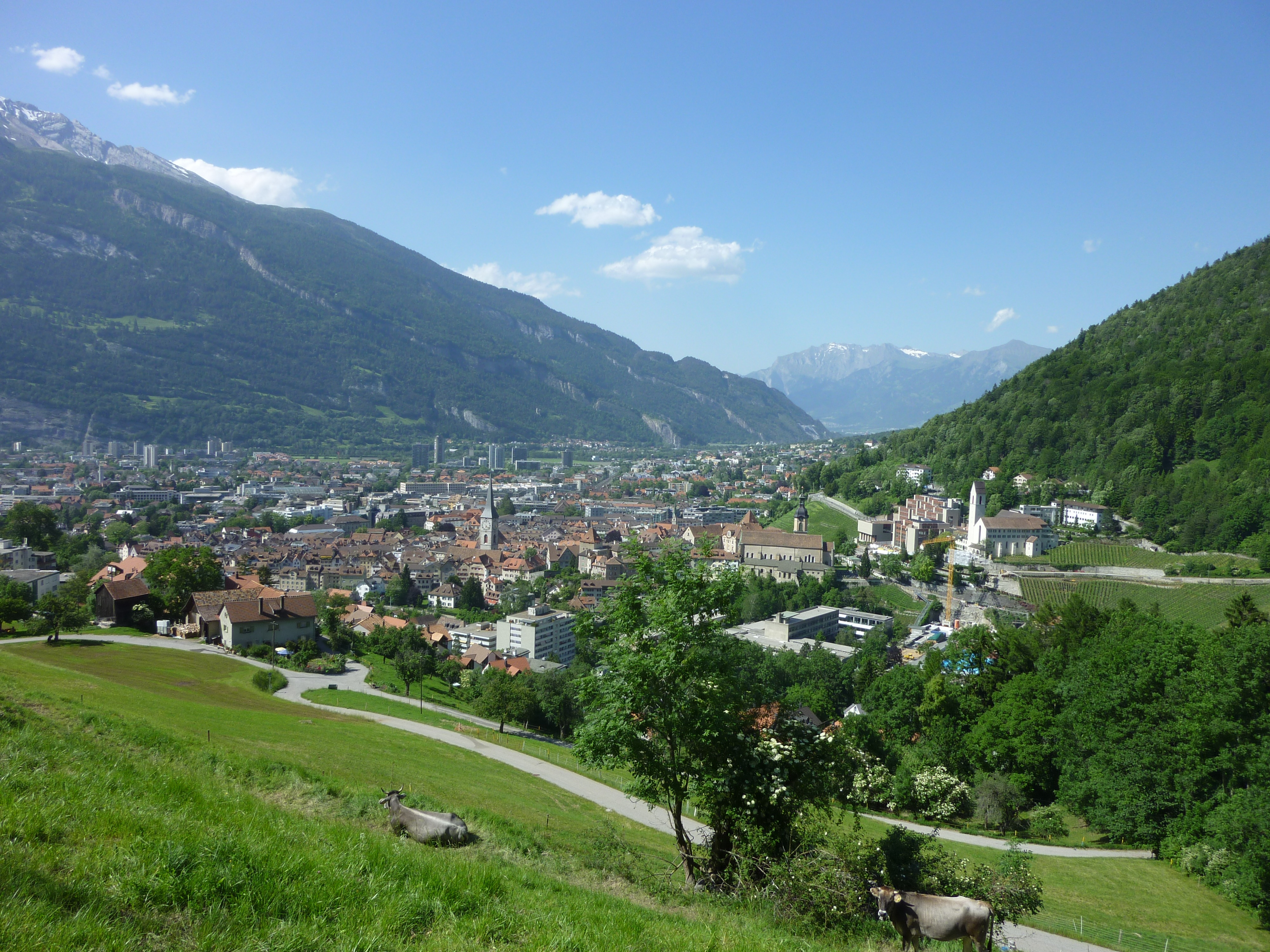
Coira

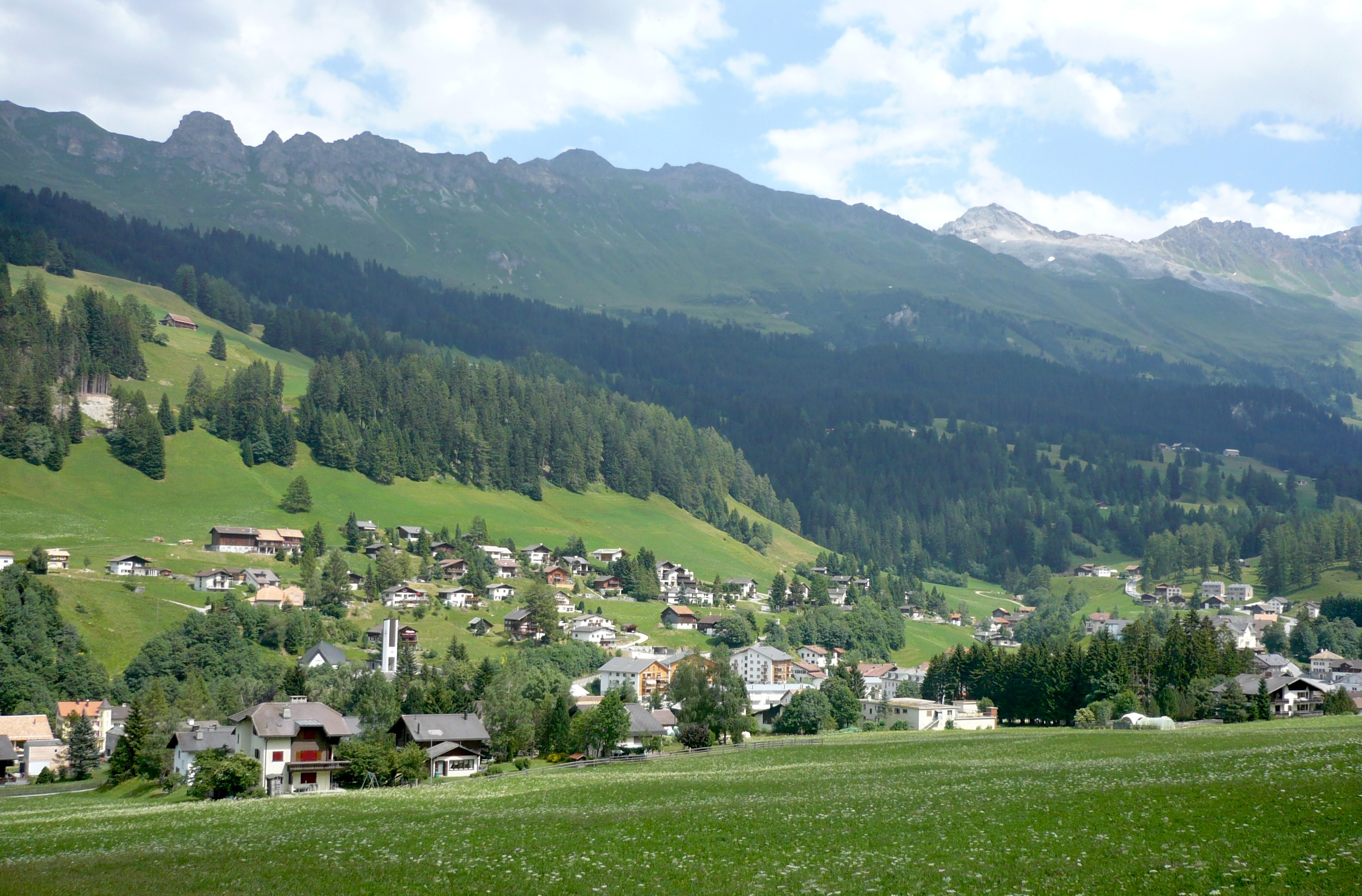
Churwalden

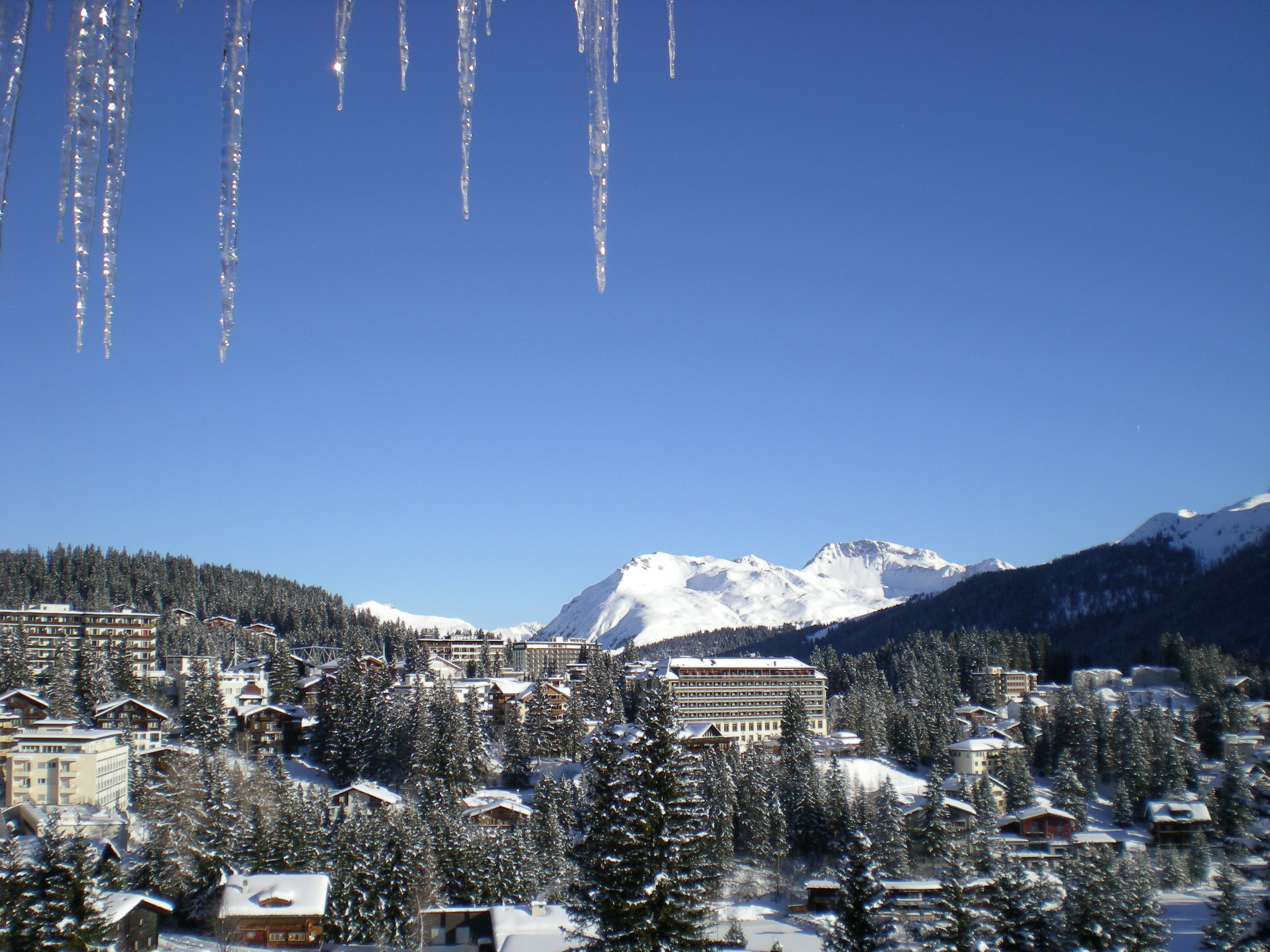
Arosa

Il distretto era diviso in 3 circoli e 5 comuni:
| Circolo di Coira | Circolo di Coira | Circolo di Coira    | Circolo di Coira  |
| Stemma           | Nome del comune  | Abitanti 31-12-2016 | Superficie in km² |
| ---------------- | ---------------- | ------------------- | ----------------- |
| Coira            | Coira            | 34880               | 28.09             |

| Circolo di Churwalden | Circolo di Churwalden | Circolo di Churwalden | Circolo di Churwalden |
| Stemma                | Nome del comune       | Abitanti 31-12-2016   | Superficie in km²     |
| --------------------- | --------------------- | --------------------- | --------------------- |
| Churwalden            | Churwalden            | 1998                  | 48.54                 |
| Tschiertschen-Praden  | Tschiertschen-Praden  | 327                   | 27.74                 |

| Circolo di Schanfigg | Circolo di Schanfigg | Circolo di Schanfigg | Circolo di Schanfigg |
| Stemma               | Nome del comune      | Abitanti 31-12-2016  | Superficie in km²    |
| -------------------- | -------------------- | -------------------- | -------------------- |
| Arosa                | Arosa                | 3219                 | 154.79               |
| Maladers             | Maladers             | 523                  | 7.59                 |

## Variazioni amministrative

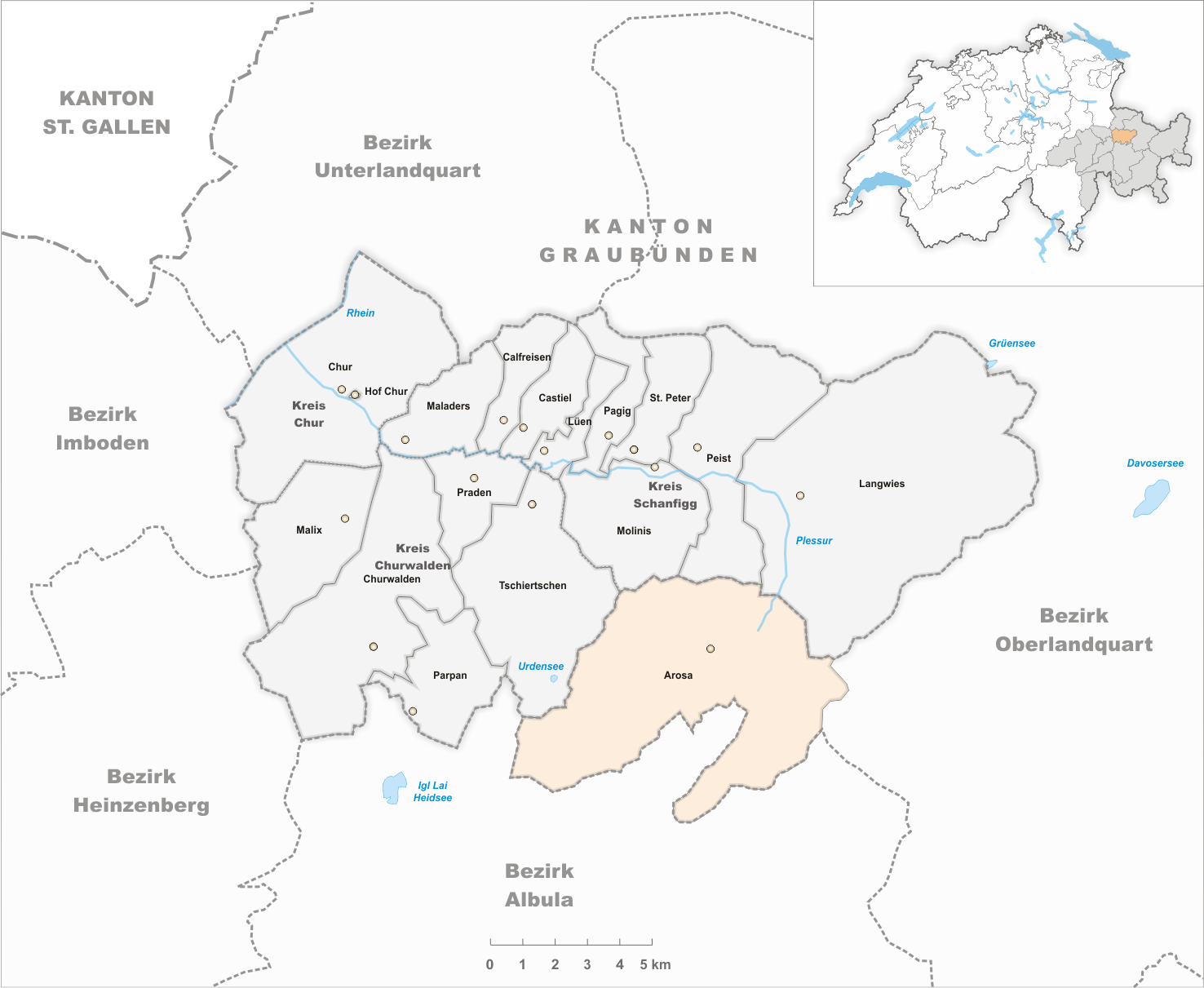
I comuni fino al 1850
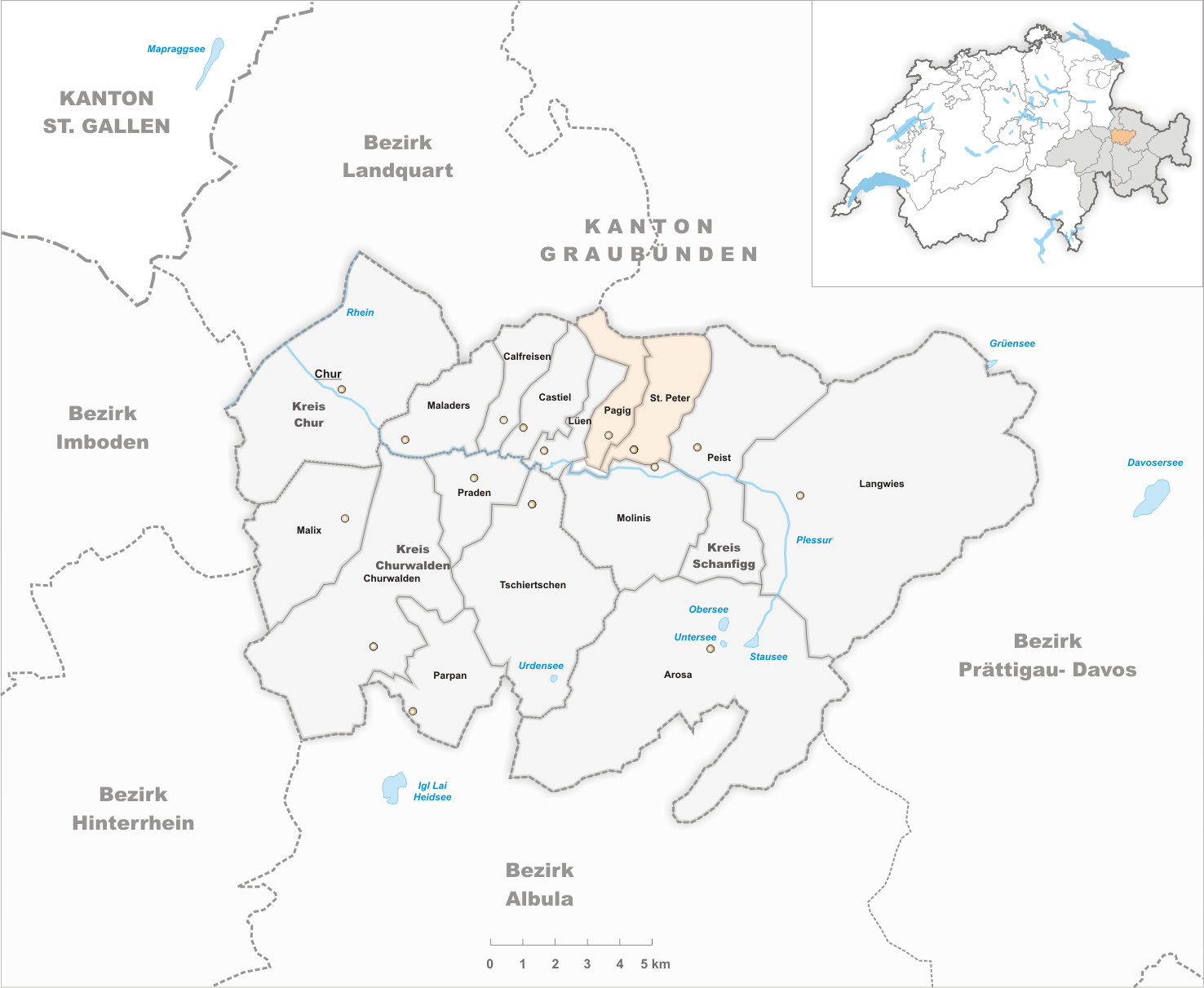
I comuni fino al 2007
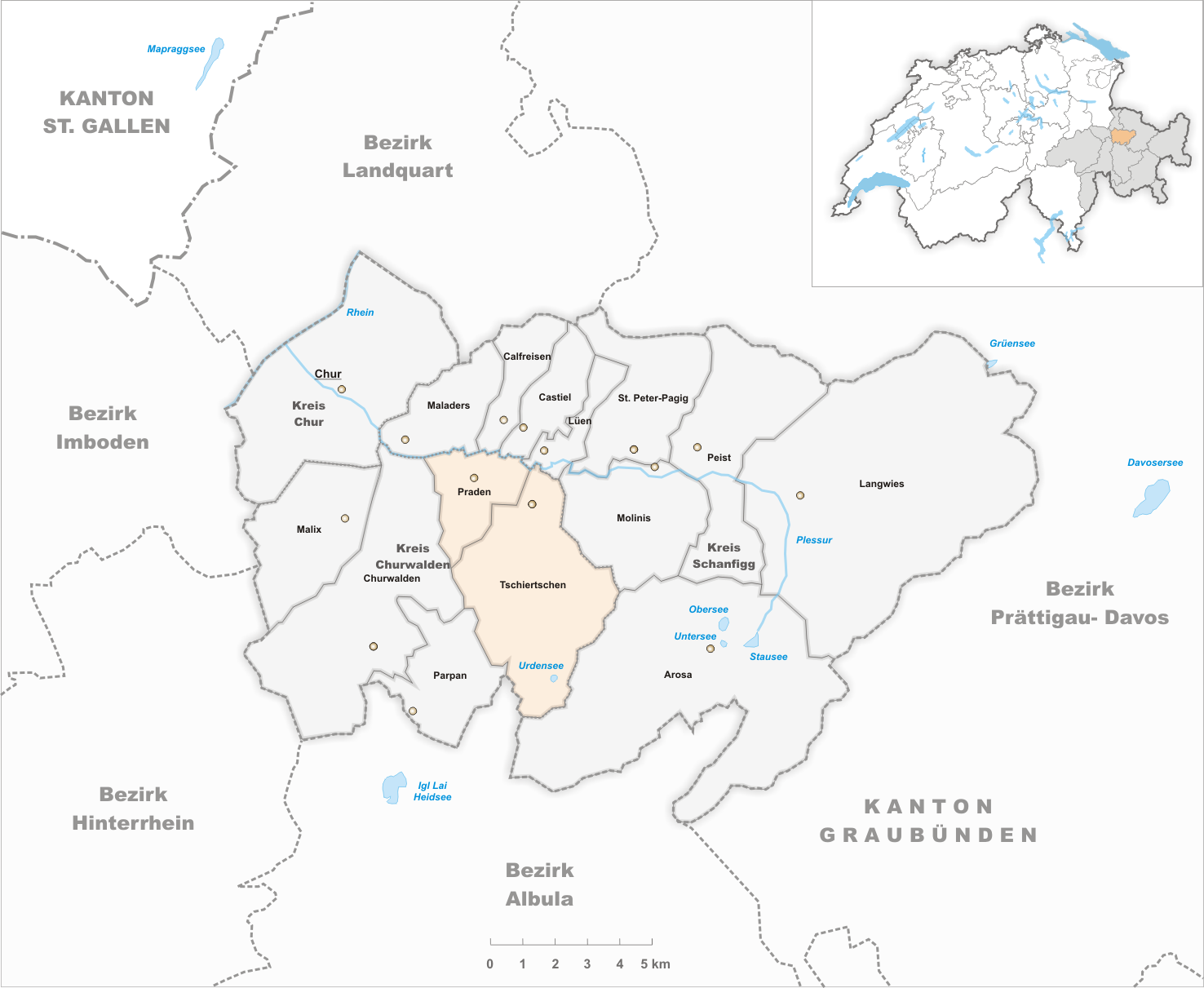
I comuni fino al 2008
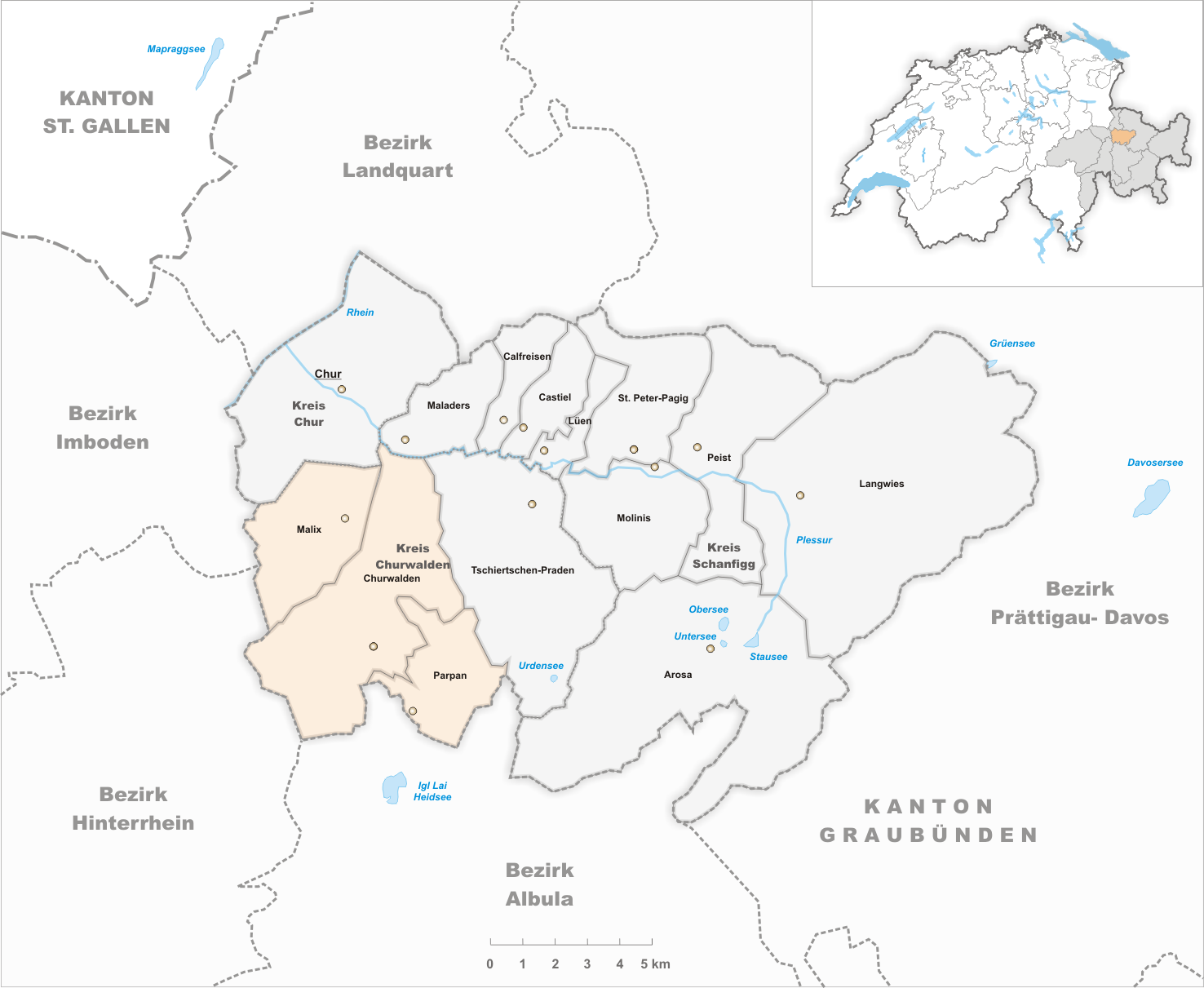
I comuni fino al 2009
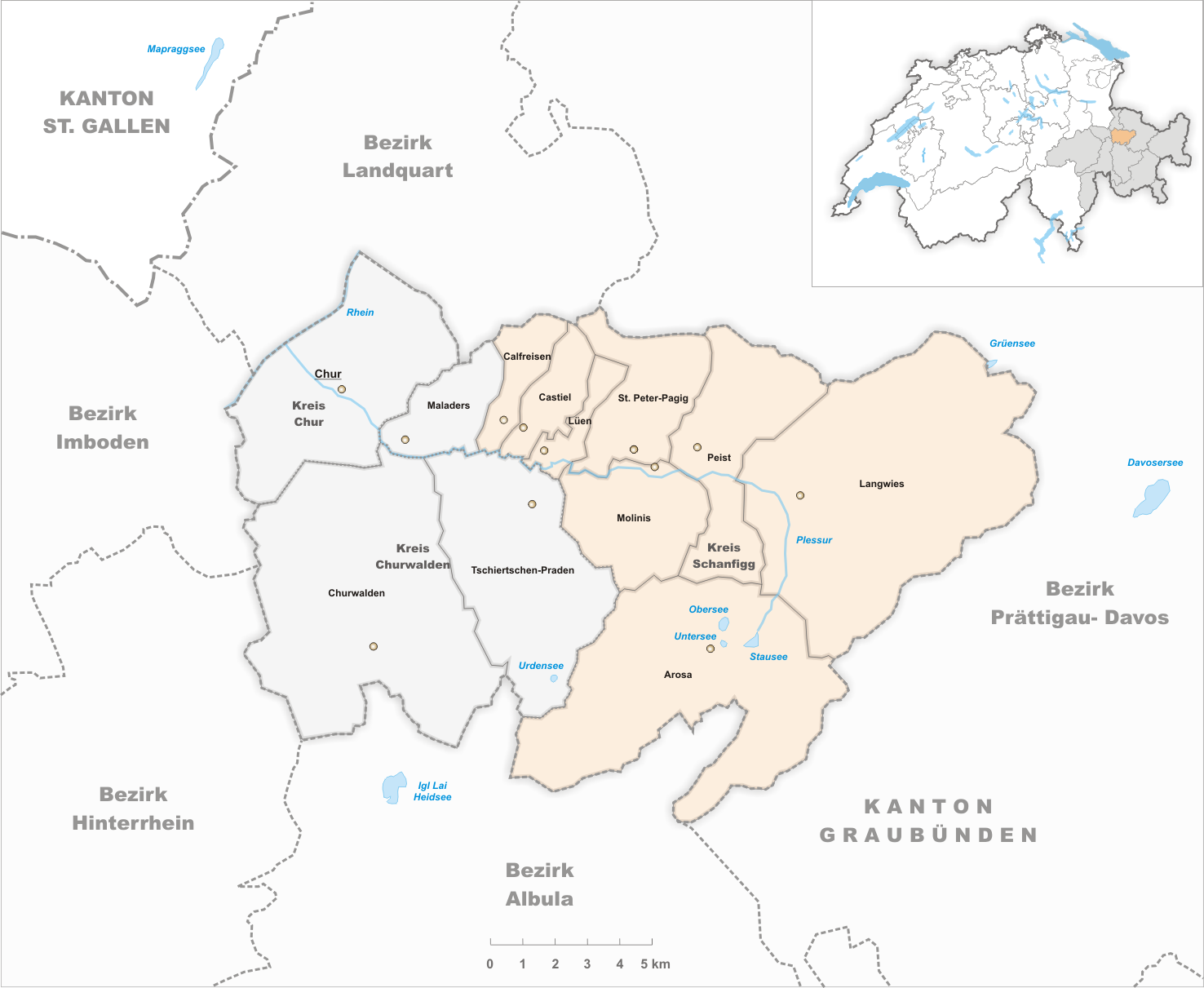
I comuni fino al 2012

- 1851: il comune di Arosa passa al distretto di Plessur
- 1852: il comune di Hof Chur viene aggregato a Coira
- 2008: aggregazione dei comuni di Sankt Peter e Pagig nel nuovo comune di Sankt Peter-Pagig
- 2009: aggregazione dei comuni di Tschiertschen e Praden nel nuovo comune di Tschiertschen-Praden
- 2010: i comuni di Malix e Parpan vengono aggregati al comune di Churwalden
- 2013: i comuni di Calfreisen, Castiel, Langwies, Lüen, Molinis, Peist e Sankt Peter-Pagig vengono aggregati al comune di Arosa